# Masanobu Deme
Masanobu Deme (出目昌伸, Deme Masanobu), né le 2 octobre 1932 et mort le 13 mars 2016 est un réalisateur japonais .

## Biographie
Né à Higashiōmi dans la préfecture de Shiga, Masanobu Deme est diplômé de l'université Waseda avant de rejoindre le studio Tōhō en 1957. Après avoir servi comme assistant avec des cinéastes comme Akira Kurosawa, Shūe Matsubayashi, Hiromichi Horikawa et Kengo Furusawa (ja), il fait ses débuts de réalisateur en 1968 avec Toshigoro et remporte le prix des nouveaux réalisateurs de la Directors Guild of Japan en 1969 pour son film Oretachi no kōya.
Il meurt le 13 mars 2016 d'un cancer du pancréas dans un hôpital de Tokyo.
Masanobu Deme a réalisé dix-huit films et écrit deux scénarios entre 1968 et 2006

## Filmographie partielle

### Comme assistant-réalisateur
- 1961 : Le Garde du corps (用心棒, Yōjinbō?) d'Akira Kurosawa
- 1963 : Entre le ciel et l'enfer (天国と地獄, Tengoku to jigoku?) d'Akira Kurosawa
- 1965 : Barberousse (赤ひげ, Akahige?) d'Akira Kurosawa

### Comme réalisateur
- 1968 : Toshigoro (年ごろ?)
- 1969 : Oretachi no kōya (俺たちの荒野?)
- 1970 : Sono hito wa onna kyōshi (その人は女教師?)
- 1971 : Dare no tame ni aisuru ka (誰のために愛するか?)
- 1972 : Sono hito wa honō no yō ni (その人は炎のように?)
- 1973 : Sotsugyō ryokō (卒業旅行?)
- 1973 : Shinobu ito (忍ぶ糸?)
- 1974 : Okita Sōji (沖田総司?)
- 1976 : Que c’est triste, Paris (ja) (パリの哀愁)
- 1984 : Tengoku no eki (天国の駅?)
- 1986 : Genkai tsurezure-bushi (玄海つれづれ節?)
- 1986 : Shiroi yabō (白い野望?)
- 1995 : Kike wadatsumi no koe Last Friends (きけ、わだつみの声?)
- 1996 : Kiri no shigosen (霧の子午線?)
- 2006 : Baruto no gakuen (en) (バルトの楽園?)

## Distinctions

### Récompenses
- 1969 :  prix du nouveau réalisateur (citation) de la Directors Guild of Japan pour Oretachi no kōya[2]
- 2017 : prix spécial aux Japan Academy Prize[5]

### Nomination
- 1996 : prix du meilleur réalisateur pour Kike wadatsumi no koe Last Friends aux Japan Academy Prize[6]